# Kärnan
Kärnan (en suédois) ou Kernen (en danois) est une tour médiévale située sur le territoire de la commune suédoise d’Helsingborg, en Scanie. Elle est le dernier vestige d’une importante forteresse danoise, qui servait avec le château de Kronborg de l’autre côté de l’Øresund à contrôler l’entrée de la mer Baltique.

## Histoire de la forteresse

### Histoire ancienne

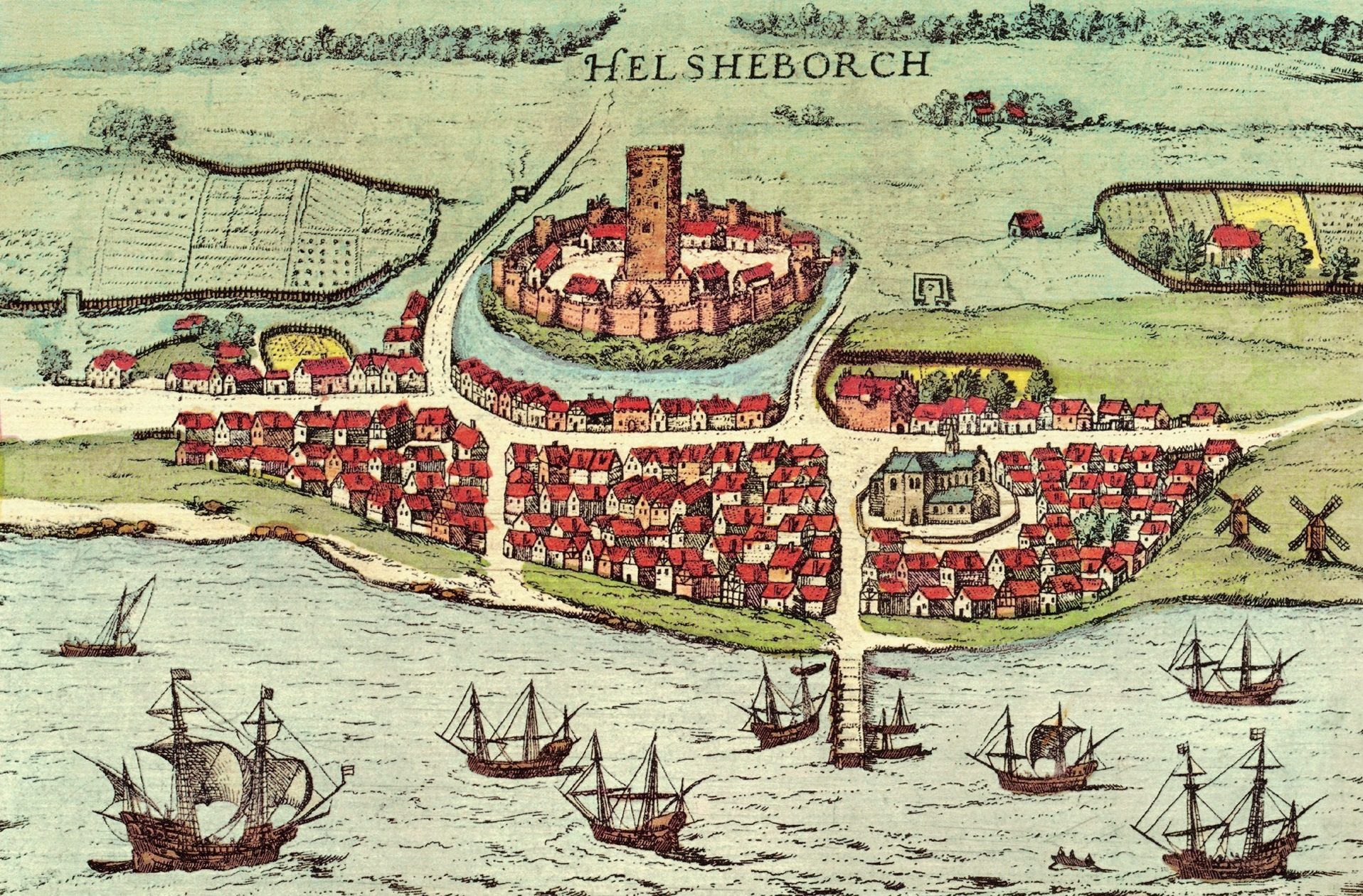
Helsingborg au XVIe siècle

Les origines de la forteresses sont inconnues, mais les légendes danoises placent sa création au cours du règne du roi légendaire Fróði[précision nécessaire].
Les plus anciennes traces, à la fois archéologiques et écrites, révèlent une structure existante au début du XIIIe siècle. Elle était considérée comme l’une des plus importantes forteresses du Danemark, permettant le contrôle du détroit entre la Scanie et l’île de Seeland.

### Démolition

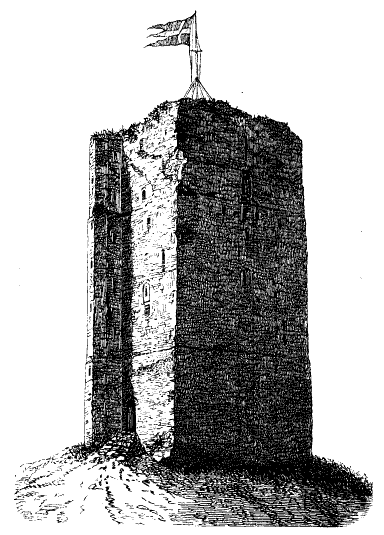
Kärnan avant les rénovations de 1893–1894

Elle est remise à la Suède en 1658 lors du traité de Roskilde comme le reste de la Scanie danoise. La forteresse est reprise par les armées danoises en 1676 au cours de la guerre de Scanie, évènement qui s’est fêté en y faisant flotter un drapeau du Danemark de dix-sept mètres sur sept.
La forteresse redevient suédoise à la signature du traité de Lund en 1679. Charles XI ordonne sa démolition presque complète, craignant qu’il ne soit repris par les Danois. Les restes sont abandonnés, et les rénovations ne commencent qu’en 1893–1894 ; les créneaux de la tour datent de cette période.

### Aujourd'hui

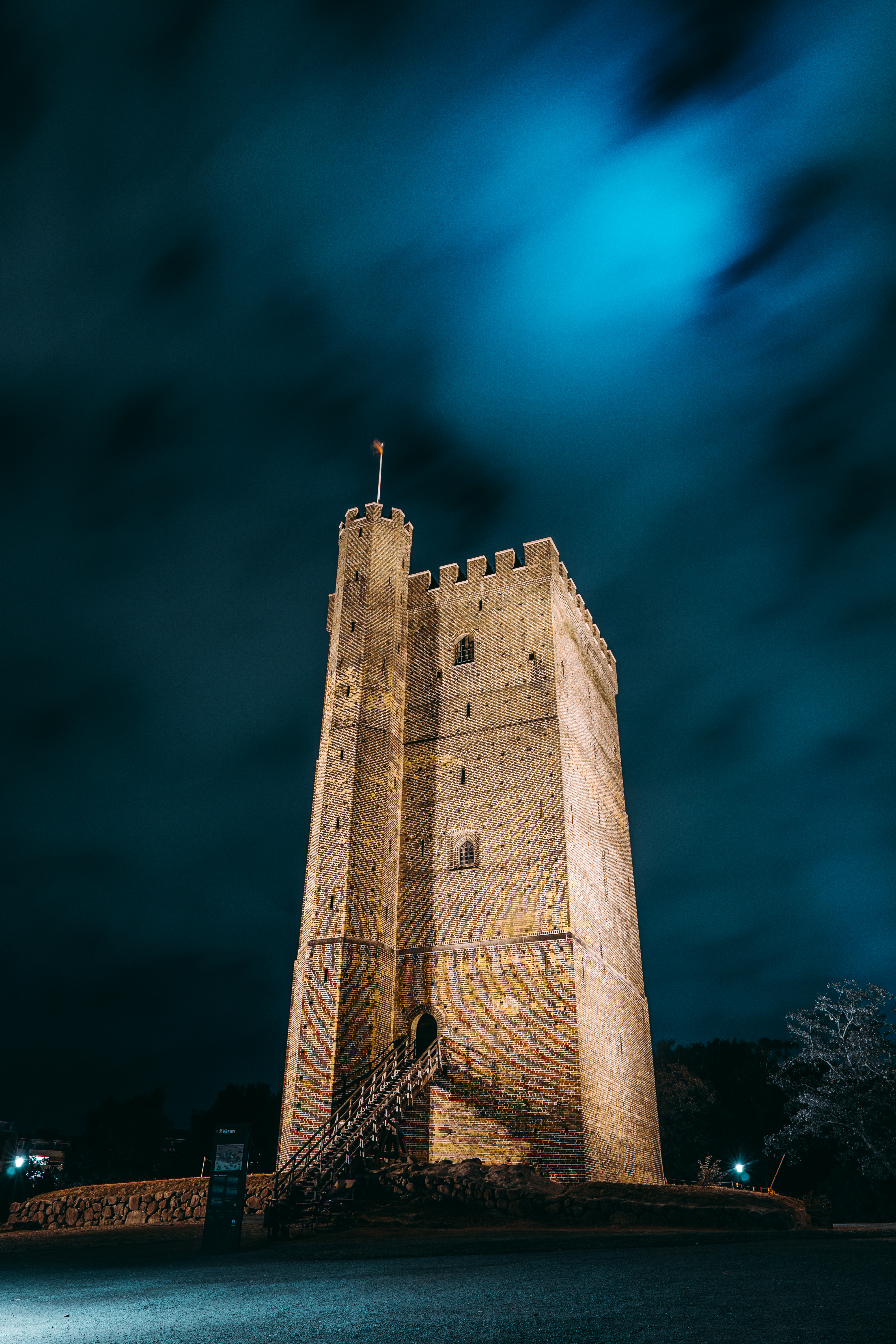
Kärnan de nos jours, éclairé artificiellement la nuit.

La tour Kärnan est aujourd'hui accessible aux visiteurs, avec les 3 étages ainsi que le toit situé à 35 mètres de hauteur.

Le 2 Juin 2022 lors de l'exposition H22 City Expo, organisé par la ville d'Helsingborg, le groupe The Sounds, originaire de la même ville, accompli le premier et unique concert sur le toit de Kärnan. 
Le concert a été diffusé en direct sur écran géant et sur internet. L'évènement a rassemblé environ 8 000 personnes au parc de Slottshagen.

## Illustrations

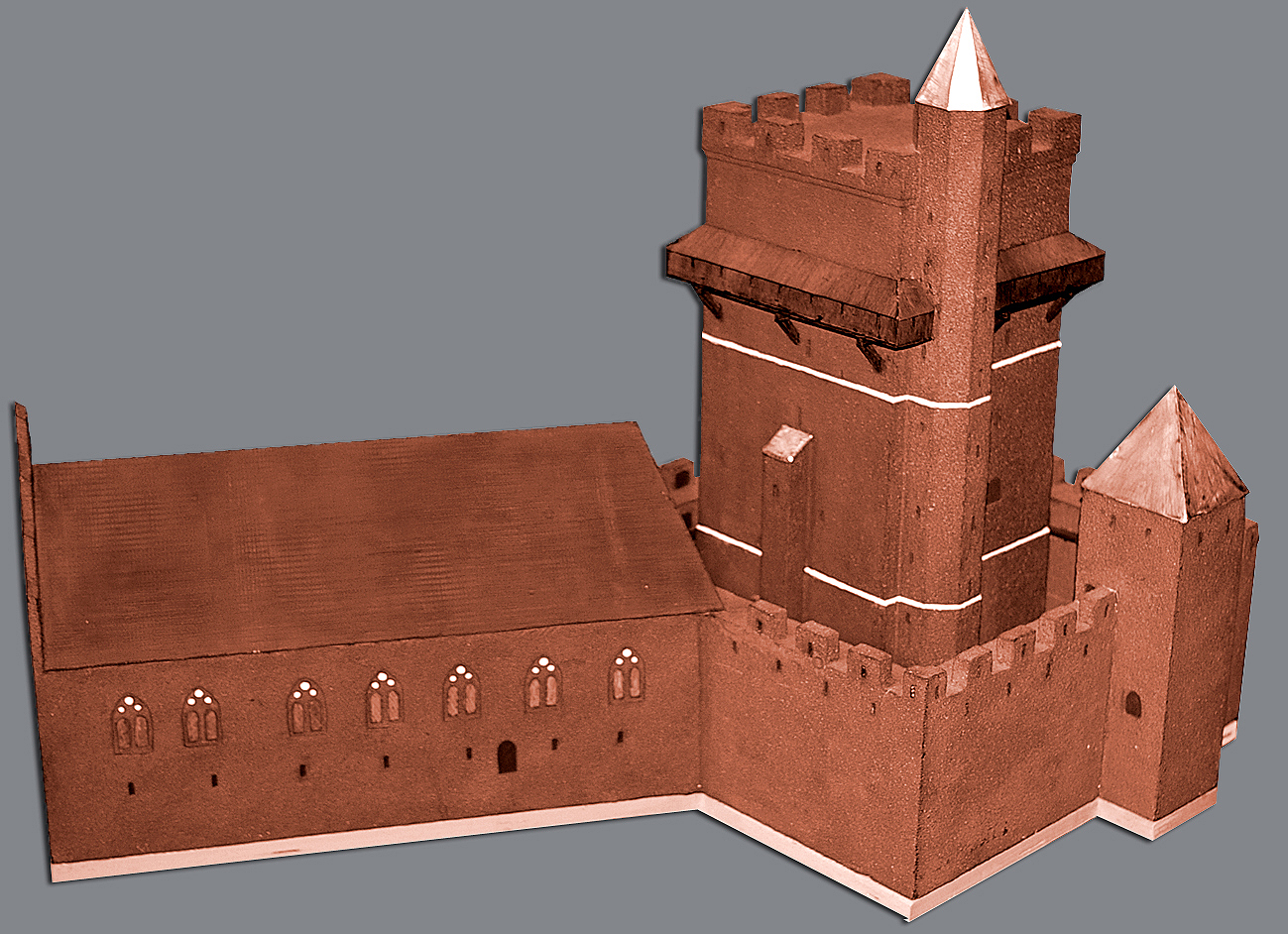
Reconstitution de la forteresse au XIVe siècle
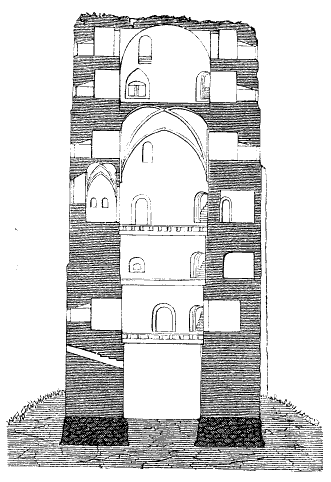
Coupe sur Kärnan
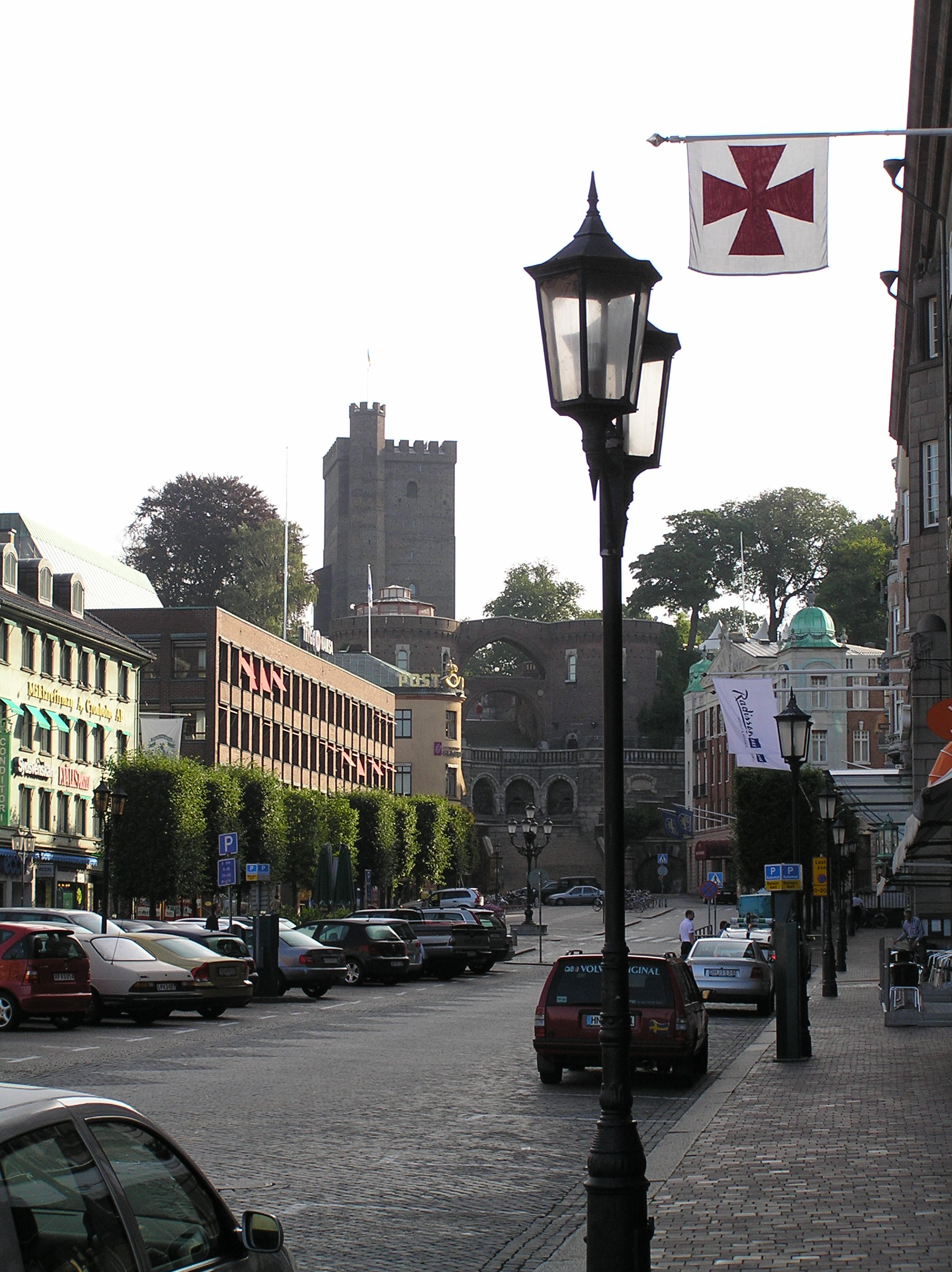
Vue de Kärnan depuis la ville
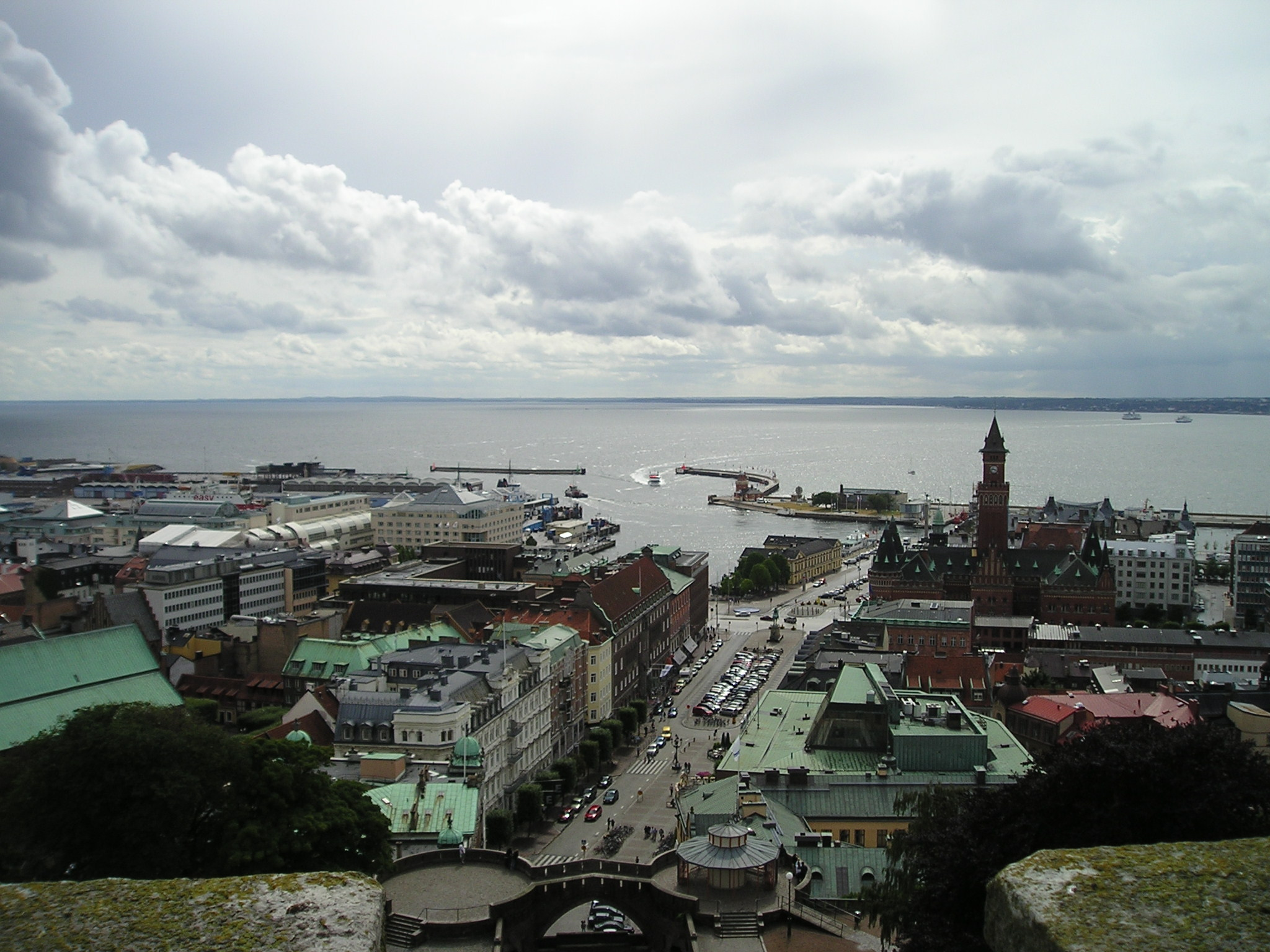
Vue depuis Kärnan, vers le port et l’Øresund

## Note et source
1. ↑  Le drapeau, récupéré avec le fort par l’armée suédoise, est conservé à présent dans le musée de l’Armée (Armémuseum) de Stockholm.